# Campylanthus
Campylanthus, biljni rod polugrmova i grmova iz porodice trpučevki raširen po dijelovima Azije (Pakistan, Arapski poluotok) i Afrike (Somalija)
Rod je opisan 1821. Na popisu je 18 vrsta.

## Vrste
1. Campylanthus anisotrichus (A.G.Mill.) Hjertson & A.G.Mill.
2. Campylanthus antonii Thulin
3. Campylanthus chascaniflorus A.G.Mill.
4. Campylanthus glaber Benth.
5. Campylanthus hajarensis Hjertson, Henrot & Thulin
6. Campylanthus hubaishanii N.Kilian & P.Hein
7. Campylanthus incanus A.G.Mill.
8. Campylanthus junceus Edgew.
9. Campylanthus mirandae A.G.Mill.
10. Campylanthus parviflorus Hjertson & A.G.Mill.
11. Campylanthus pungens O.Schwartz
12. Campylanthus ramosissimus Wight
13. Campylanthus reconditus Hjertson & Thulin
14. Campylanthus salsoloides Roth
15. Campylanthus sedoides A.G.Mill.
16. Campylanthus somaliensis A.G.Mill.
17. Campylanthus spinosus Balf.f.
18. Campylanthus yemenensis A.G.Mill.